# Dreiburgenland

Im Dreiburgenland

Das Dreiburgenland ist eine waldreiche, hügelige Region im südlichen Bayerischen Wald, das seinen Namen von den Burgen Fürstenstein, Englburg und Saldenburg erhalten hat. Die Bezeichnung wurde um 1924 von dem Tittlinger Lehrer Karl Mayrhofer geprägt.
Begrenzt wird das Gebiet durch die Ilz im Osten und die Große Ohe, die im Unterlauf Gaißa heißt, im Westen und Süden. Im Norden stößt das Dreiburgenland an die Ausläufer des Höhenzugs des Vorderen Bayerischen Waldes, der zum Teil als Sonnenwald bezeichnet wird. Angrenzende Regionen sind im Osten das Passauer Abteiland und im Westen der Lallinger Winkel. Das Dreiburgenland liegt sowohl im Landkreis Passau als auch im Landkreis Freyung-Grafenau und umfasst neben den Gemeinden Fürstenstein, Tittling und Saldenburg auch die Gemeinden Thurmansbang, Neukirchen vorm Wald und Witzmannsberg und wohl auch die Gemeinden Eging am See und Aicha vorm Wald. In engem Bezug zum Dreiburgenland steht auch die Gemeinde Zenting.
Das Gebiet ist beliebt bei Wanderern, Langläufern und Erholung suchenden Feriengästen. Am bekanntesten sind der Dreiburgensee mit dem Museumsdorf Bayerischer Wald, der interessante Felsen des Wackelsteins von Loh, der Eginger See, die Eginger Sonnen-Therme und die Westernstadt Pullman-City. 

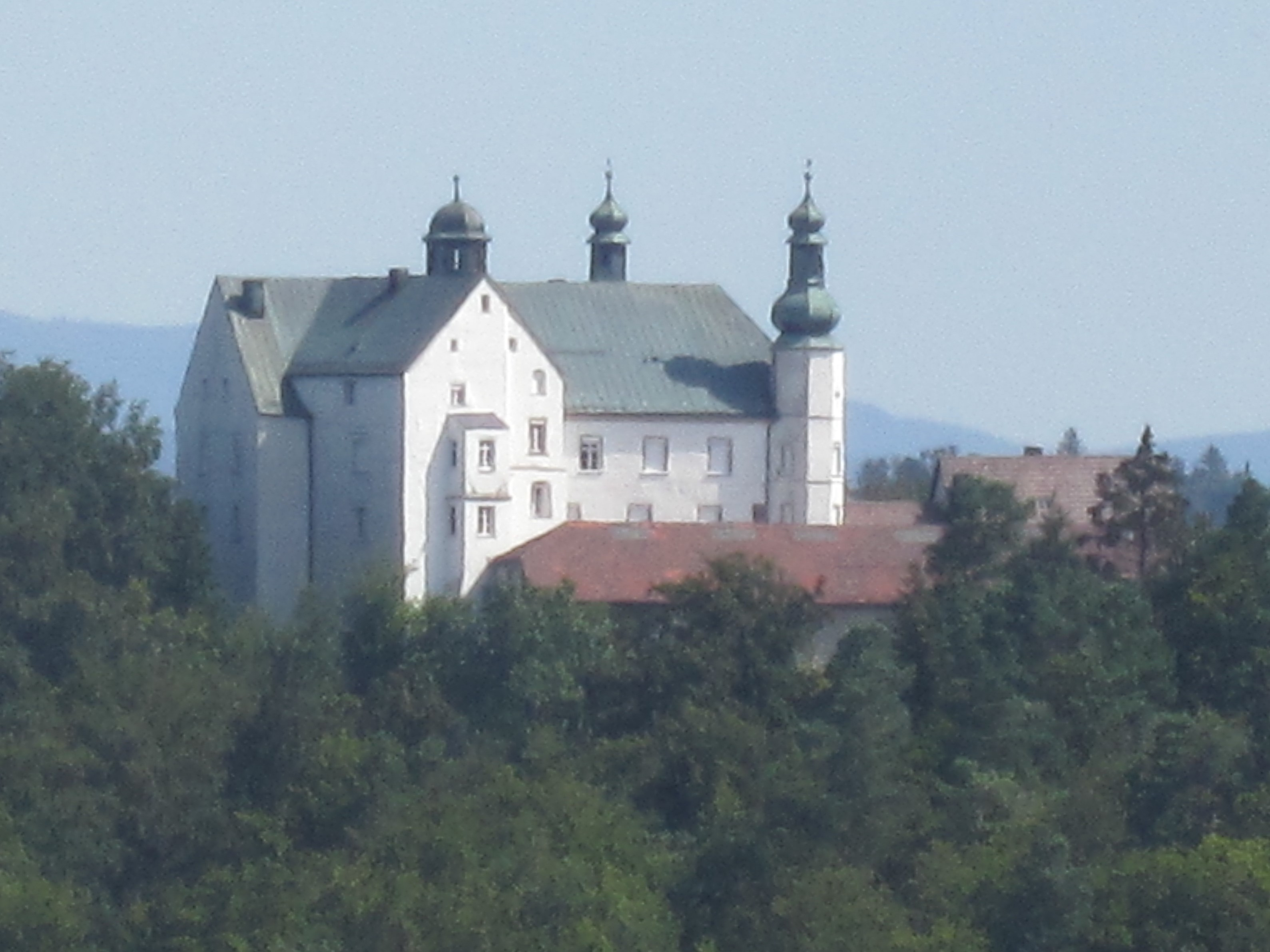
Schloss Englburg (bei Tittling)
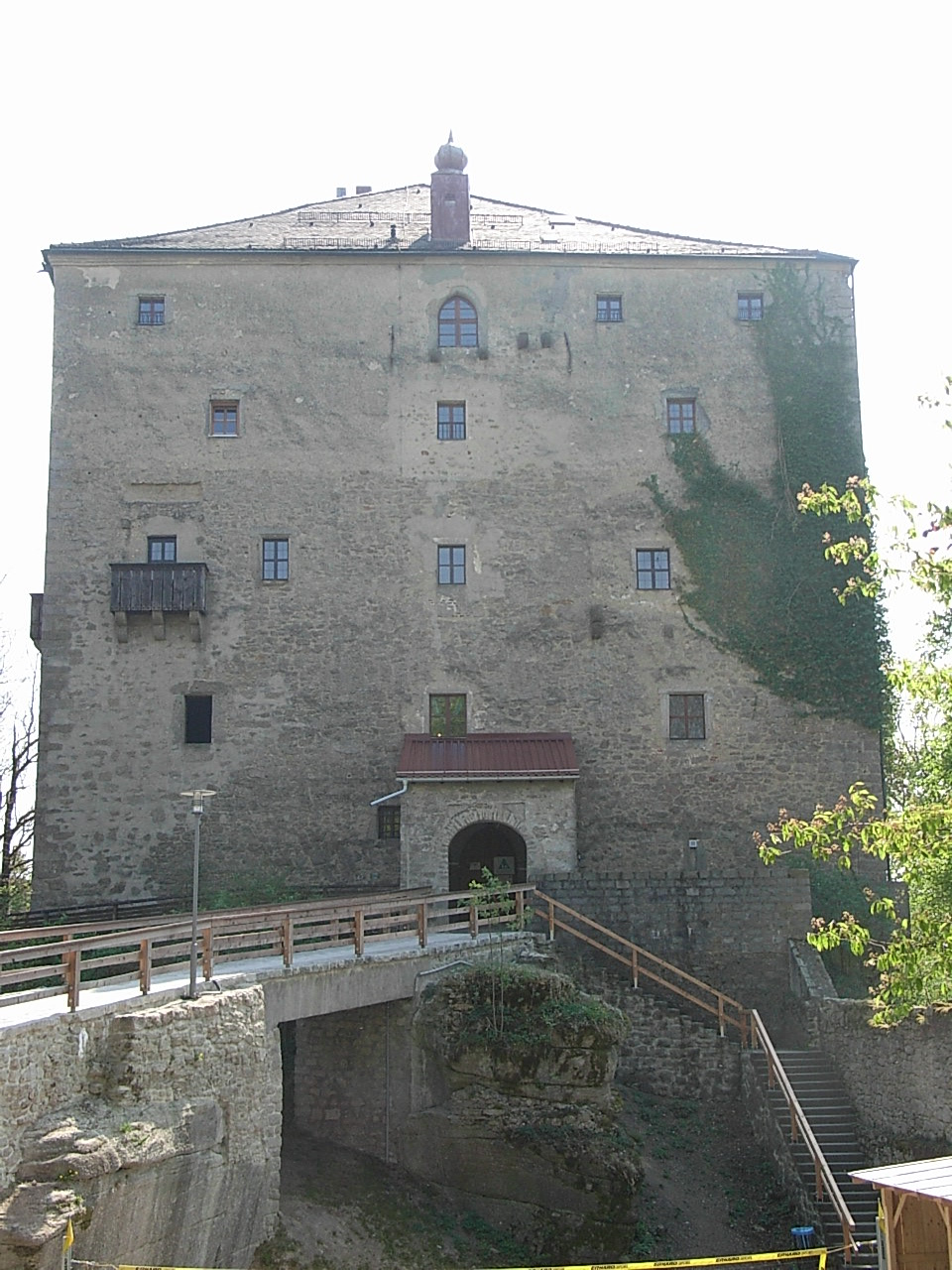
Die Saldenburg (in der gleichnamigen Gemeinde)
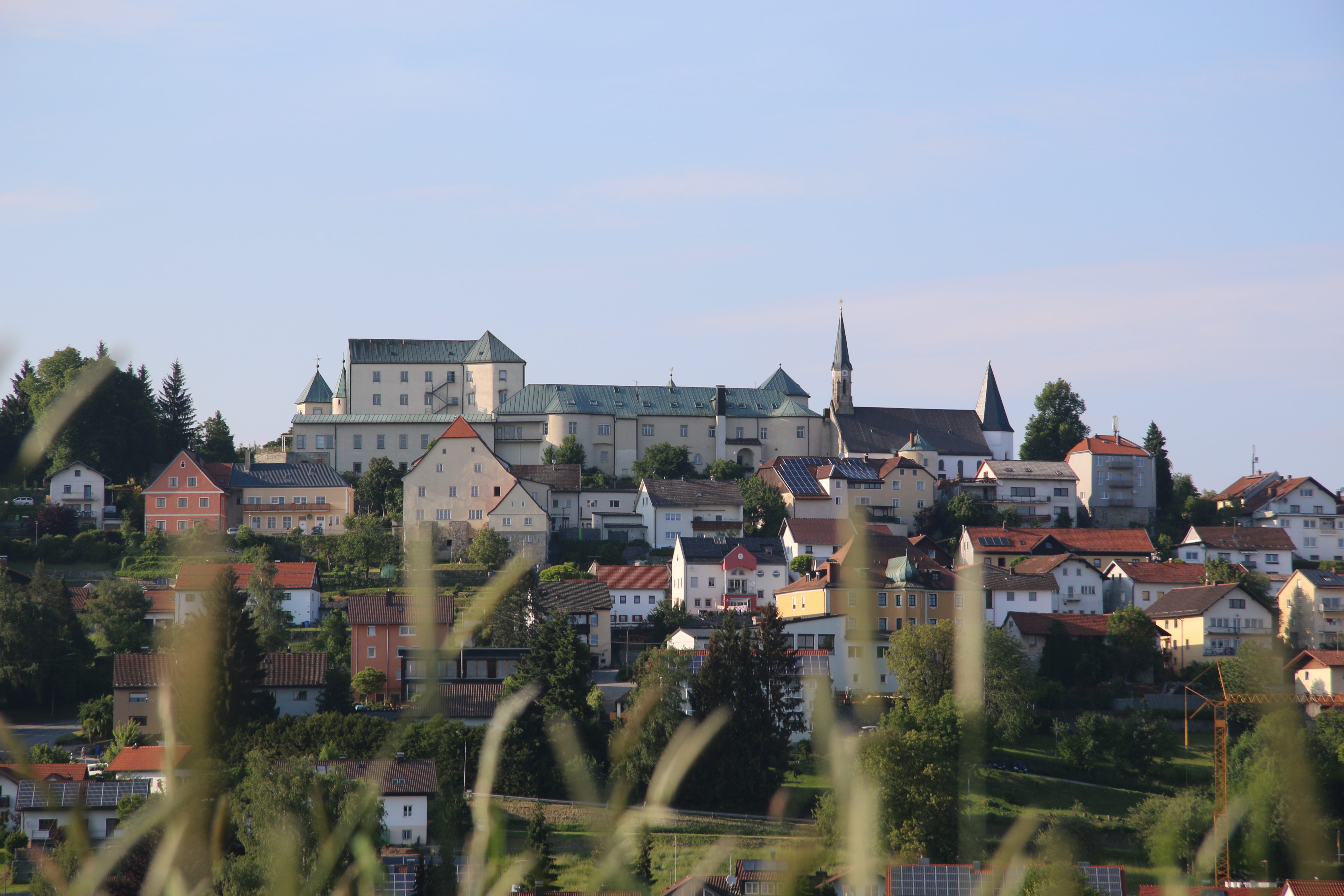
Schloss Fürstenstein (in der gleichnamigen Gemeinde)

## Geschichte
Neben Funden aus der Steinzeit gibt es eine dauerhafte Besiedlung des Gebiets seit dem frühen Mittelalter. Die Orte mit der Endung -ing gehören zu den ältesten. Eine auffällige Häufung der sogenannten Babenberger Güter findet sich in diesem Gebiet und später liegt hier ein Schwerpunkt der Güter des Landgerichts Dießenstein. Die drei namengebenden Burgen sind jedoch erst im 14. Jahrhundert erbaut worden. 
Entgegen dem Namen gibt es im Dreiburgenland noch weitere Burgen, Schlösschen, Herrensitze oder Burgruinen, wie Dießenstein, Hohenwart, Tittling, Witzmannsberg und Aicha. 
Die Geschichte des Dreiburgenlandes wurde durch den ehemaligen Bürgermeister des Marktes Tittling Michael Fischl erforscht und u. a. in dreizehn Heften des von ihm herausgegebenen „Archiv für das Dreiburgenland“ dokumentiert. 

## Persönlichkeiten
Künstlerpersönlichkeiten, die in ihren Werken das Dreiburgenland wesentlich zum Inhalt machten, sind u. a.:
- Max Peinkofer, Heimatschriftsteller
- Wilhelm Niedermayer, Maler